# 弁纠
弁纠（？—？），姬姓，弁氏，名纠，又被称为栾纠，春秋时期晋国御戎。
前573年二月初一，晋悼公在朝廷上即位，晋悼公知道弁纠善于驾车来配合军政，让他担任国君战车的御戎，管辖校正，让他教育御者们明白道理。